# KPD 0005+5106
KPD 0005+5106 — найгарячіший білий карлик із відомих. Температура його поверхні становить 200 000 °C.

## Відкриття
При встановленні температури KPD 0005+5106 було використано ультрафіолетовий спектрометр на борту космічного апарата FUSE (англ. Far-Ultraviolet Spectroscopic Explorer). На підставі інформації, отриманої з нього, був зроблений висновок про наявність в атмосфері зірки надіонізованого кальцію, тобто кальцію, атоми якого втратили до десяти електронів. На підставі розрахунку енергії, необхідної для утворення подібних іонів, група американських і німецьких астрономів зробили висновки про температуру зірки, які були оголошені в грудні 2008 року.
Раніше в оболонці зірки була виявлена велика кількість гелію. Однак сучасні теорії утворення зірок виключають можливість одночасного існування гелію й надіонізованого кальцію в оболонці зірки.